# DanceSing
DanceSing is een Nederlandse talentenjacht bedacht door John de Mol die uitgezonden werd door SBS6. De presentatie van het programma was in handen van Johnny de Mol en Romy Monteiro.
In de talentenjacht gaan ze op zoek naar een popster die kan zingen en dansen.

## Format
In tegenstelling tot andere talentenjachten, zoals The voice of Holland en Idols, wordt bij dit programma naast de zang ook gekeken naar dans. De kandidaten in het programma mogen zelf kiezen met welk van de twee onderdelen zij beginnen. Als de kandidaat begint met dans, moet hij twee keer 'ja' te horen krijgen van de tweekoppige dansjury. Wanneer de kandidaat hier maar één ja weet te krijgen, of zelfs twee keer een nee krijgt, dan mag hij of zij niet door naar het andere onderdeel. Krijgt hij wel twee ja's, dan mag hij of zij zijn  of haar zangtalent laten zien. Begint de kandidaat met zang, dan moet deze eerst twee keer ja van de zangjury krijgen om te mogen dansen voor de dansjury. Een kandidaat is door naar de volgende ronde als beide jury's tweemaal 'ja' zeggen.
De jury bestaat dus uit vier leden, maar is opgesplitst in twee categorieën: zang en dans. De zangjury bestaat uit Gordon en Trijntje Oosterhuis. De dansjury bestaat uit Timor Steffens en Kenzo Alvares.
De zang- en dansjury hebben allebei een gouden knop, die ze één keer in het programma tijdens de audities mogen gebruiken. Deze kunnen zij inzetten als ze twee keer een ja hebben bij de zangjury, maar de dansjury het dansen niet goed genoeg vond en de kandidaat niet door wil laten, of als de dansjury het dansen goed vindt, maar de zangjury de zang niet goed genoeg vond en de kandidaat niet door wil laten gaan. Indien ze daarop drukken, mag de kandidaat alsnog naar de volgende ronde.